# 이스라엘 크리스탈
이스라엘 크리스탈(히브리어: ישראל קרישטל, 1903년 9월 15일 ~ 2017년 8월 11일)은 이스라엘의 장수자이자 생존했던 최고령 홀로코스트 생존자이다. 이스라엘 역사상 최고령의 인물이며, 1903년생 남성으로 마지막 생존자이기도 했다.

## 내력
1903년 9월 15일, 폴란드 Maleniec에서 태어났다. 1910년대 초반에 부모가 잇따라 사망하였다. 1939년부터 과자 제조 공장에서 일했다. 1943년 아우슈비츠 강제수용소에 수용되어 2명의 자녀와 아이가 모두 사망하여 혼자 살아남았다. 1945년 수용소가 해방되었을 때 그의 체중은 37kg까지 줄었다고 한다. 1950년에 두 번째 아내와 함께 이스라엘 하이파로 이주하였다. 이후 다시 제과업으로 생계를 유지했다.
2014년경부터 홀로코스트로부터 생존한 세계 최고령 인물로 언론에 다루어지게 되었다. 2016년 1월 19일에 세계 최고령 남성이었던 코이데 야스타로가 사망함으로써 기네스 세계 기록은 크리스탈을 세계 최고령 남성으로 인정하기위한 조사를 시작하였다. 같은 해 3월 11일 기네스 세계 기록은 크리스탈을 세계 최고령 남성으로 인정했다.
2017년 8월 11일, 사망하였다. 향년 113세. 생전에 그는 홀로코스트에 대한 일을 공개적으로 말하는 것은 거의 없었다고 한다.